# Togylet (Kyrkhults socken, Blekinge, 624370-143157)
Togylet är en sjö i Olofströms kommun i Blekinge och ingår i Mörrumsån-Skräbeåns kustområde.